# Tamas
Tamas (Sanskrit, neutrum, तमस्, tamas, Dunkelheit) ist in der indischen Philosophie und im Hinduismus eine der drei Gunas (Eigenschaften) der feinstofflichen Materie.
Die Eigenschaften Gunas wurden ursprünglich in der Samkhya-Philosophie systematisiert und stellen Charakteristika der Prakriti (Urmaterie) dar. Die Guna-Lehre fand später auch Eingang in den Vedanta und gehört heute zum hinduistischen Allgemeingut.
Jede der drei Gunas hat unterschiedliche Eigenschaften. Tamas ist die Dunkelheit und die Trägheit. Sie ruht im Chaos. Ihm ist die Farbe Schwarz zugeordnet. Tamas ist schwer (gu = Dunkelheit, schwer) und hemmend (varanaka). Es ist die Ursache, dass die Dinge fallen und sich gegenseitig verdecken. Und auf ihm beruht es, wenn die Organe schwerfällig sind und es erschwert die Erkenntnis. Tamas wirkt hemmend und verwirrend und gehört zur Unreinheit (ashuddhi).
Überwiegt im Ichbewusstsein Tamas, so nennt man es den „Ursprung der Elemente“ (bhutadi), denn die Finsternis, welche diese Erscheinungsform kennzeichnet, ist dumpf und ungeistig. Auf den Tieren lastet Tamas. Herrscht bei den psychischen Zuständen Tamas vor, so erscheinen sie in ihrer schlechten Erscheinungsform.
Die anderen beiden Gunas sind Sattva und Rajas.